# Saint-Cyr-l'École
Saint-Cyr-l'École är en kommun i departementet Yvelines i regionen Île-de-France i norra Frankrike. Kommunen ligger i kantonen Saint-Cyr-l'École som tillhör arrondissementet Versailles. År 2022 hade Saint-Cyr-l'École 20 451 invånare. Staden har varit hem för Institut aérotechnique sedan 1911, Aerodynamics Research Institute.

## Befolkningsutveckling
Antalet invånare i kommunen Saint-Cyr-l'École
| Referens: INSEE |